# Le Ravageur
Pour les articles homonymes, voir The Roughneck.
Pour plus de détails, voir Fiche technique et Distribution.
Le Ravageur (The Roughneck) est un film muet américain réalisé par Jack Conway et sorti en 1924.

## Synopsis
Mad McCara est le capitaine d'un navire, qui sur la promesse d'un mariage attire la veuve Delaney à bord de son navire. Une collision dans le port lui donne l'occasion de lui annoncer que son fils, Jerry, s'est noyé en mer, bien qu'il l'ait envoyé à terre. Les années passent et McCara finit par se lasser de Mme Delaney, qui a trouvé refuge chez les indigènes de l'île tropicale de Taohing. De son côté, Jerry est devenu un adulte, qui combat dans des matchs de boxe. Après avoir cru qu'il a tuer son adversaire, il décide de s'échapper en se cachant clandestinement sur un bateau à destination de Taohing. Il est découvert par Felicity, qui se rend sous les tropiques pour peindre des tableaux. Elle s'intéresse à lui et pour éviter d'être renvoyé chez lui, il commence à nager vers le rivage. Zelle, une jeune autochtone, le sauve alors d'un requin et l'amène dans son village. McCara, désormais prospère et utilisant un faux nom, cherche à conquérir Felicity, mais celle-ci déclare son amour à Jerry. Pour la sauver de sa disgrâce, il prétend qu'il ne l'aime pas. La jeune femme cherche à s'abriter de la pluie dans la maison de McCara qui souhaite abuser d'elle. Jerry arrive à temps pour la sauver et venger sa mère. En rentrant chez lui avec sa mère et Felicity pour prendre son médicament, il apprend que l'homme qu'il pensait avoir tué lors du combat de boxe est toujours en vie.

## Fiche technique
- Titre original : The Roughneck
- Titre français : Le Ravageur
- Réalisation : Jack Conway
- Scénario : Charles Kenyon, d'après un roman de Robert W. Service
- Chef opérateur : George Schneiderman
- Production : Fox Film Corporation
- Genre : Aventure
- Durée : 80 minutes
- Date de sortie :
  - États-Unis : 30 novembre 1924

## Distribution
- George O'Brien : Jerry Delaney
- Billie Dove : Felicity Arden
- Harry T. Morey : Mad McCara
- Cleo Madison : Anne Delaney
- Charles Sellon : Sam Melden
- Anne Cornwall : Zelle
- Harvey Clark
- Marion Aye
- Edna Eichor : Zamina

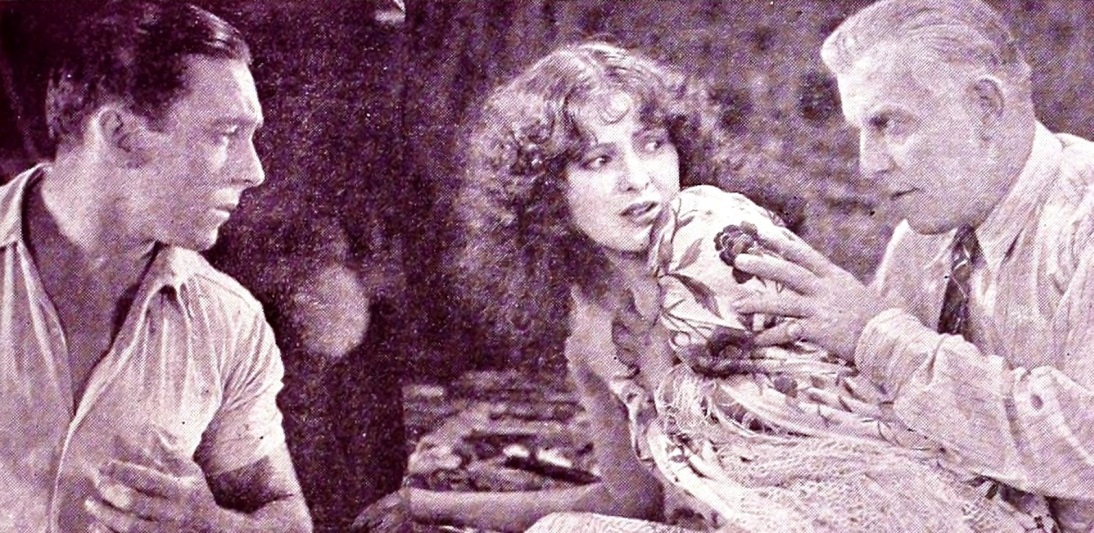
George O'Brien, Billie Dove et Harry T. Morey dans une scène du film.

- Buddy Smith : Jerry Delaney à 3 ans
- Carmencita Johnson
- Cammilla Johnson
- Seesell Anne Johnson
- Jack Parker